# Ping'an
Pour les articles homonymes, voir Pingan.
Ping'an (chinois simplifié : 平安村 ; chinois traditionnel : 平安村 ; pinyin : Píng'ān cūn ; litt. « la paix ») est un village situé dans la Xian autonome de diverses nationalités de Longsheng, à environ 80 km au nord-ouest de Guilin, dans la région autonome du Guangxi en République populaire de Chine. Il compte environ 800 habitants de la minorité ethnique Zhuang. Il est cependant également fréquenté par l'ethnie proche Yao.
L'altitude du village s'étend de 300 m à 1 100 m.
Le village a été développé depuis quelques années en tant que pôle touristique, accueillant plusieurs hôtels, et est désormais fréquenté par de nombreux touristes occidentaux.

## Galerie

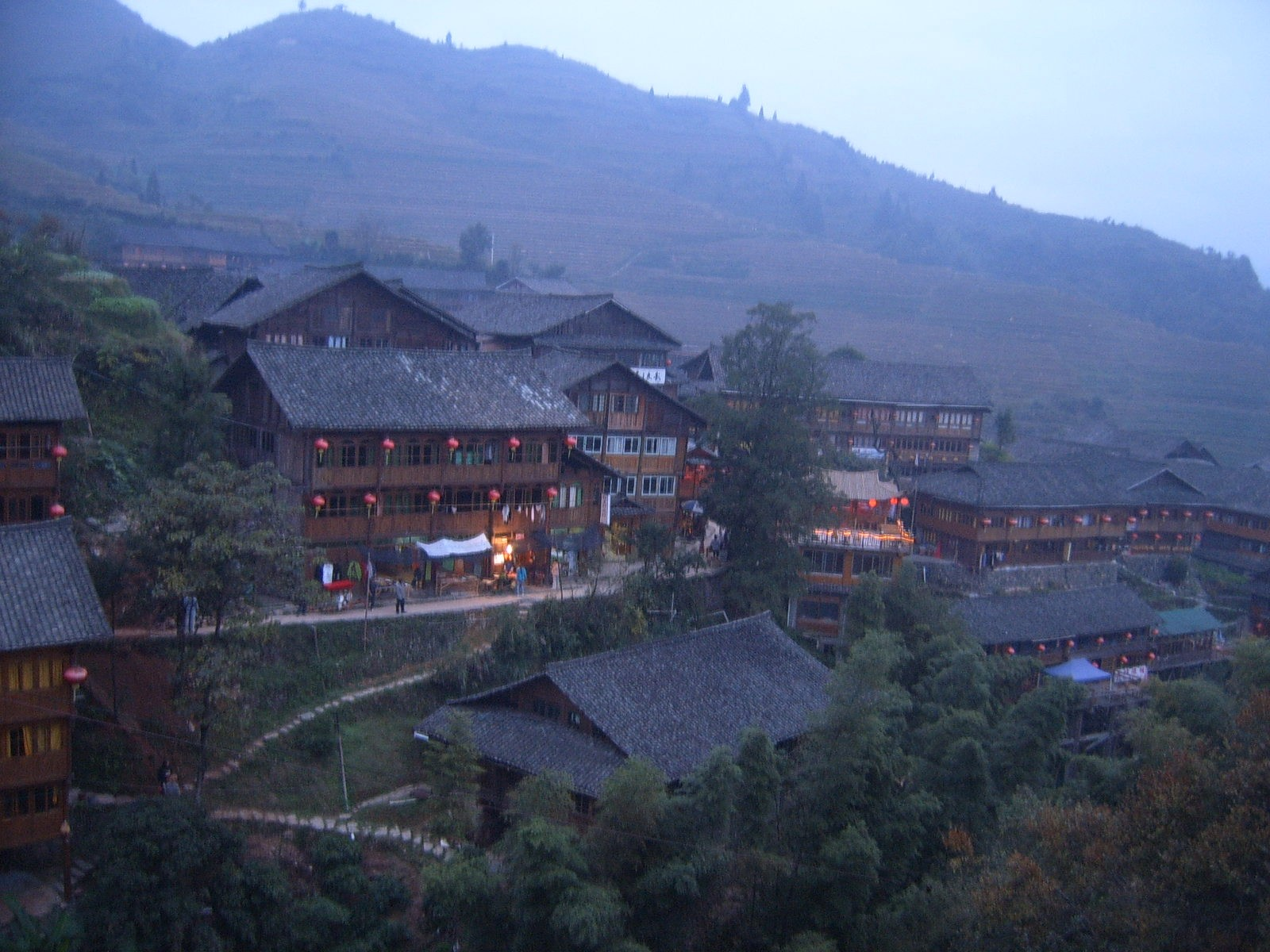
Le village de Ping'an
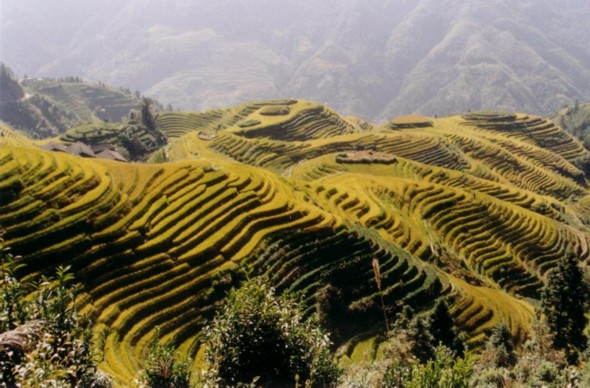
les rizières en terrasses
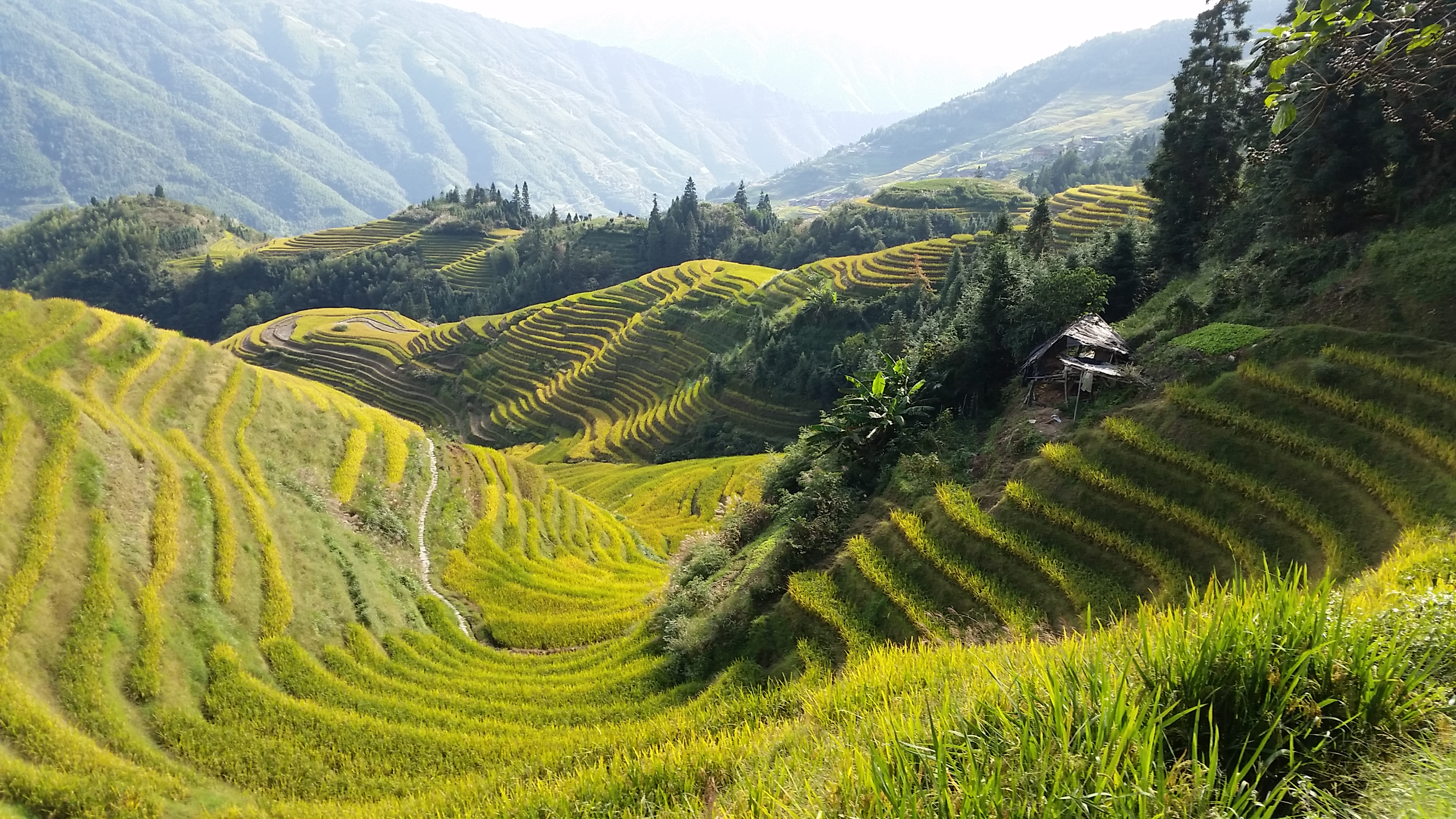
Rizières en terrasse
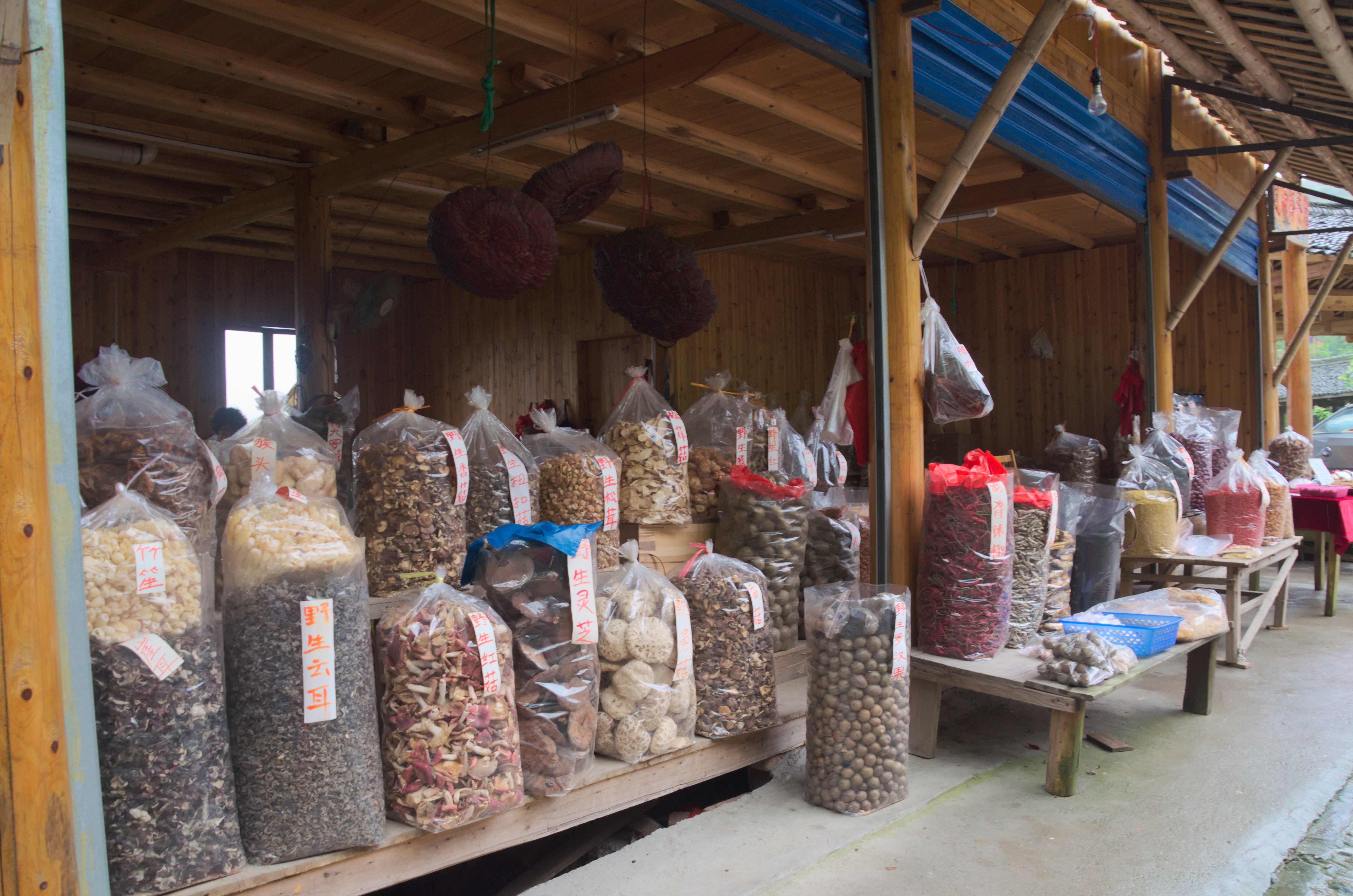
magasins de plantes et champignons sauvages séchés
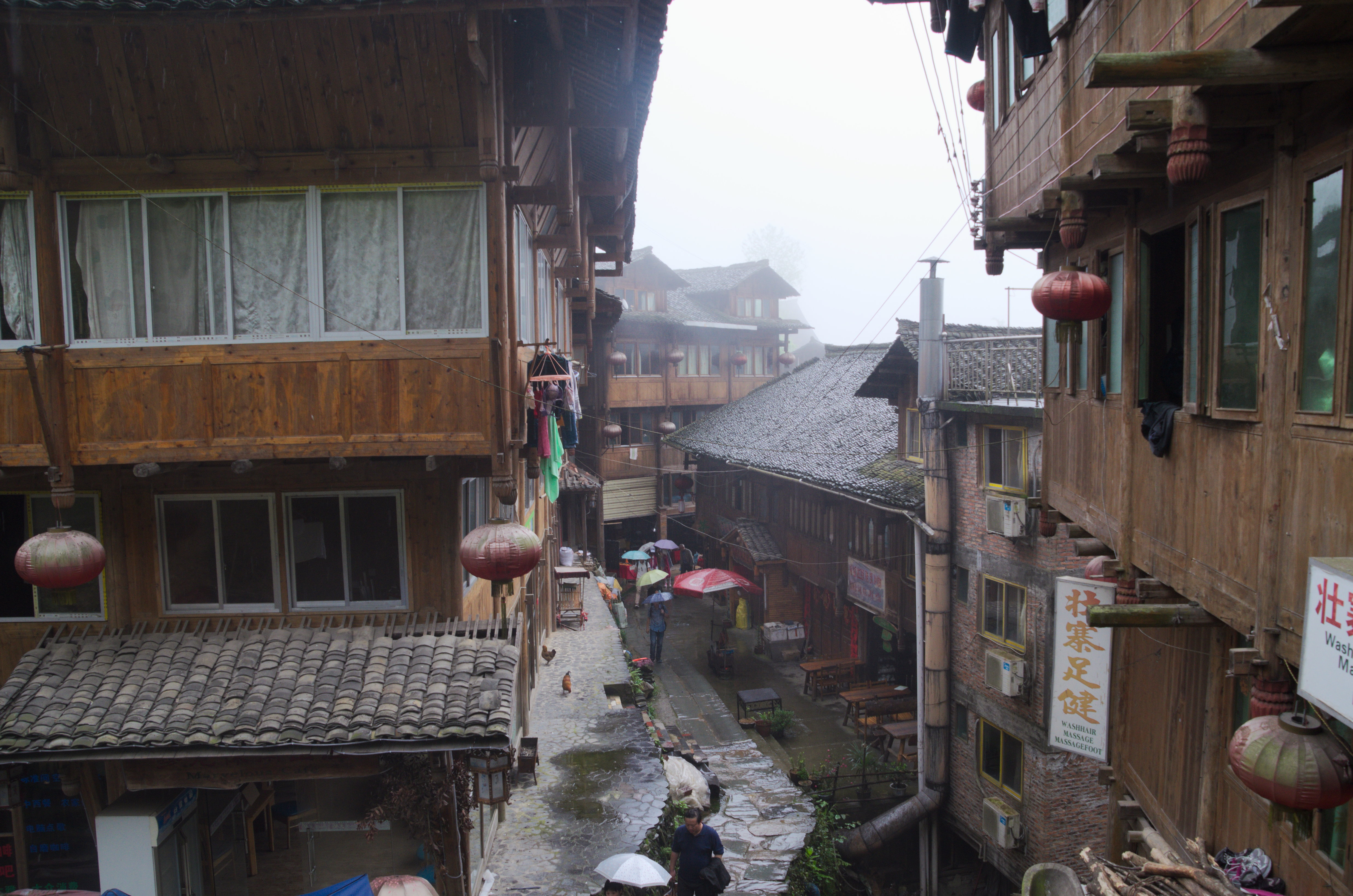
Dans les ruelles de Ping'an